# Northenden
Northenden – osada w Anglii, w hrabstwie Wielki Manchester, w dystrykcie metropolitalnym Manchester. W 2011 miejscowość liczyła 14 771 mieszkańców. Northenden jest wspomniana w Domesday Book (1086) jako Norwardine.